# Northrop XB-35

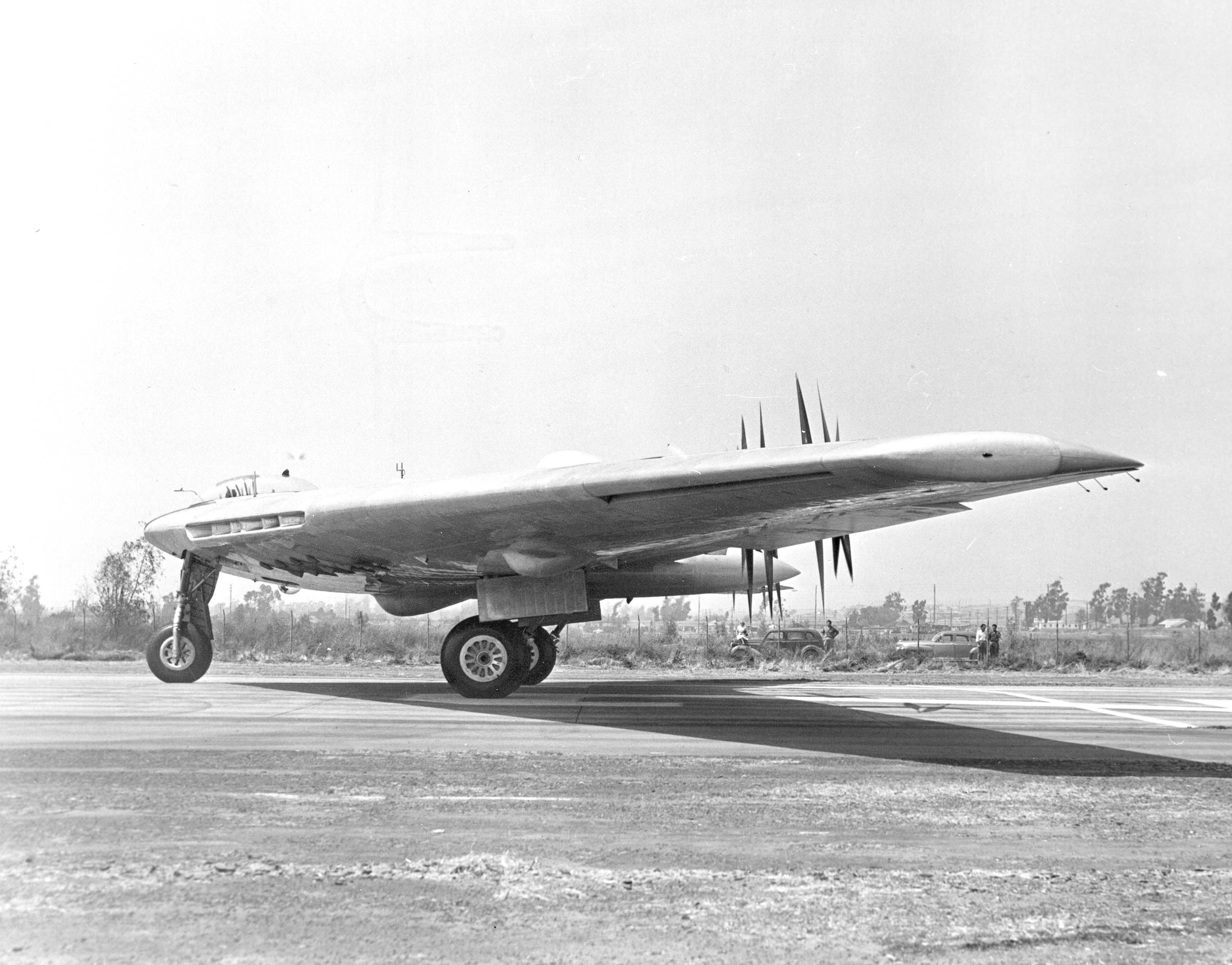
Northrop XB-35

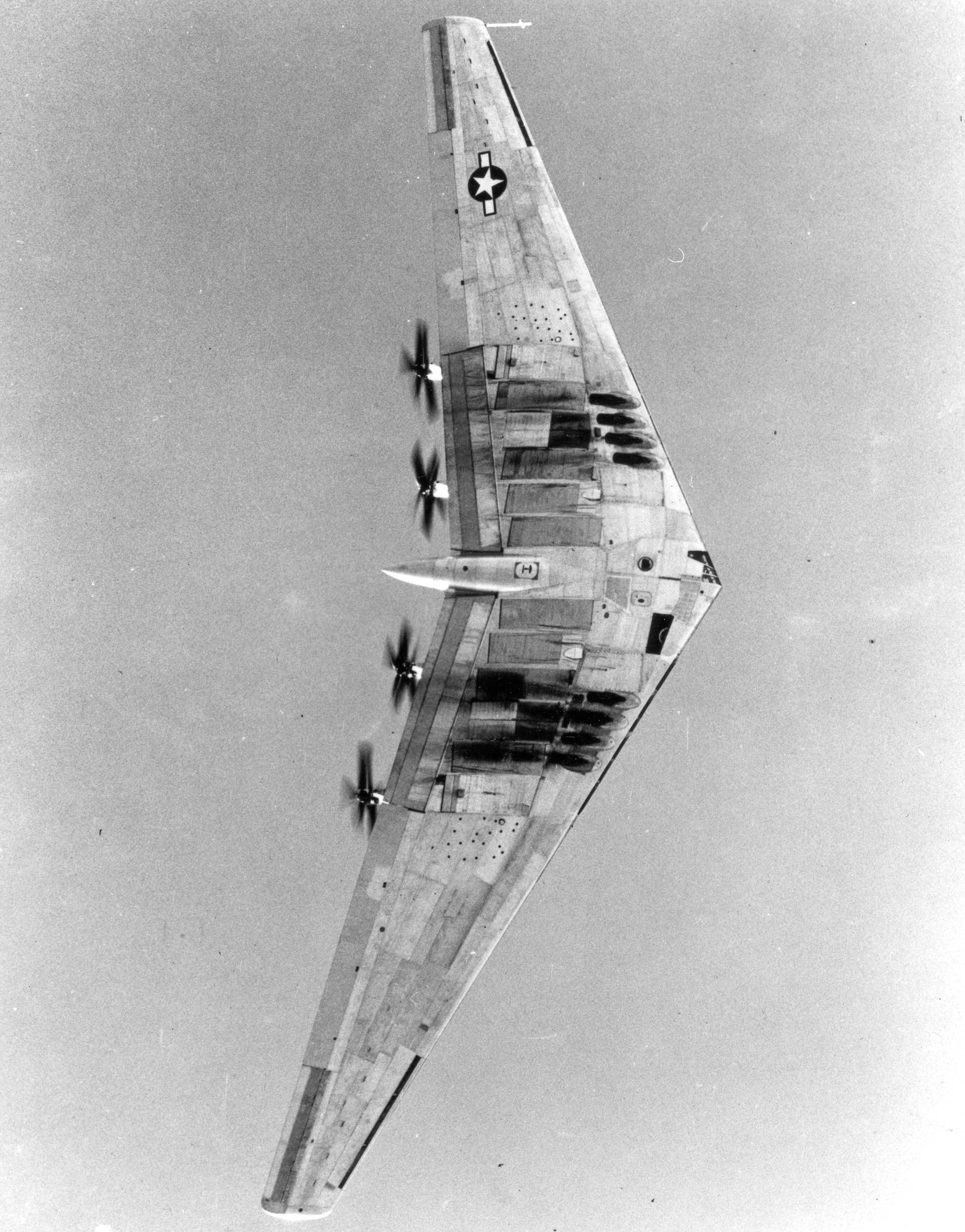

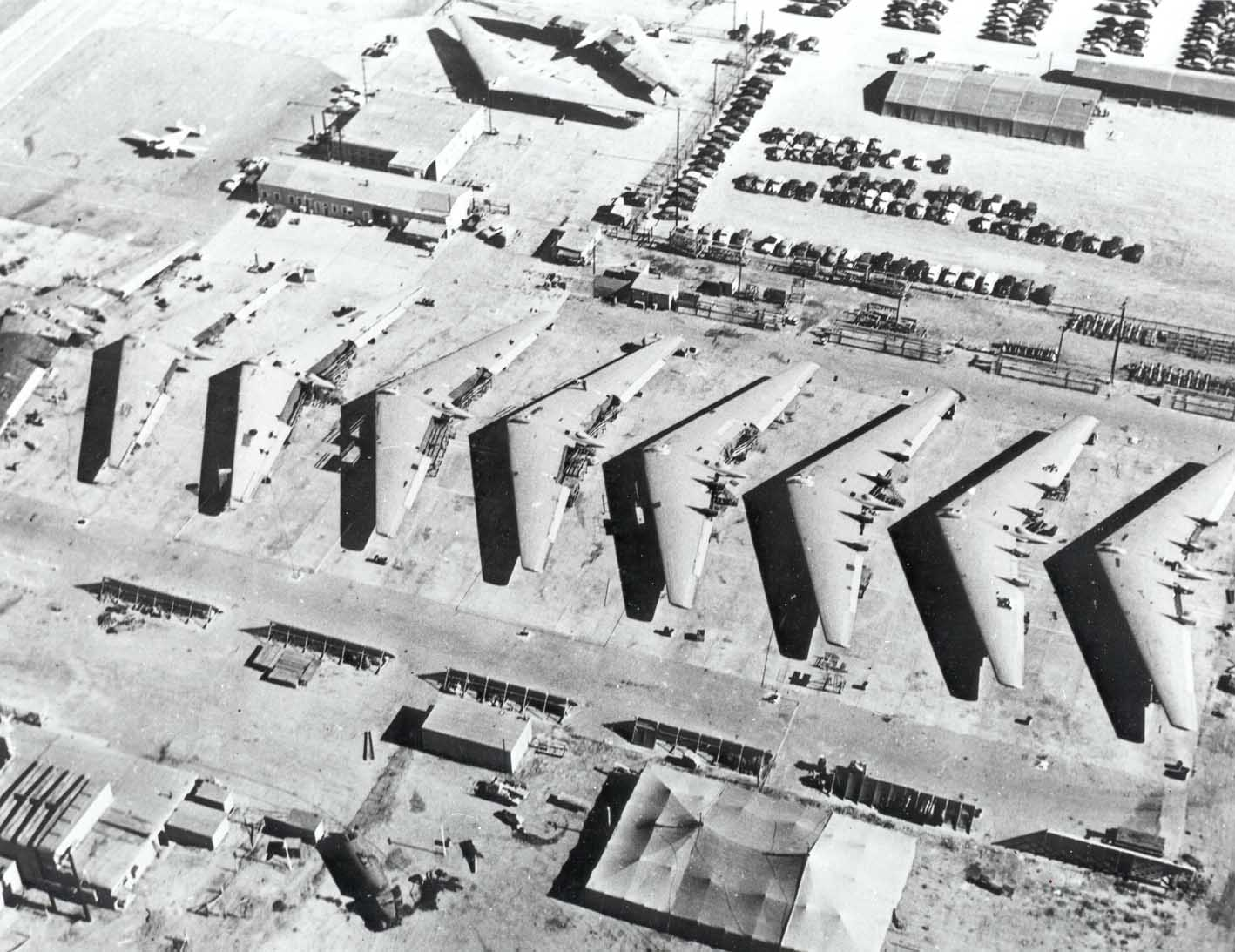

Northrop XB-35 / Northrop YB-35 — експериментальний (XB-35) та передсерійний (YB-35) бомбардувальник з компоновкою «літаюче крило» виробництва Northrop Corporation. Проєктні роботи були розпочаті у вересні 1941 року, НДДКР були завершені до кінця 1945 року, перший політ відбувся 25 червня 1946 року.
Літак мав бути оснащений чотирма зіркоподібними двигунами повітряного охолодження «Pratt & Whitney» R-4360-17 потужністю по 3 000 к.с., розраховувався на доставку 10 000 фунтів (4 540 кг) бомб на дальність 5 500 км. Проєктна дальність польоту з бойовим навантаженням мала становити 12 400 км. Для охолодження двигунів у передній кромці крила були зроблені щілини, через які повітря потрапляло в спеціальні нагнітальні камери.
Надалі літак було модернізовано до моделі Northrop YB-49. Після закриття програми всі літаки були знищені.

## Тактико-технічні характеристики (YB-35)
- Розмах крила, м — 52,2
- Довжина, м — 16:2
- Висота, м — 6:2
- Площа крила, м² — 371,60
- Вага, кг:
  - неоснащеного — 40 590
  - злітна — 81 647
  - максимальна — 88 048
- Максимальна швидкість, км/год — 629
- Крейсерська швидкість, км/год — 294
- Практична дальність, км — 13113
- Екіпаж: 9 чол.
- Зброя: 3х4 + 4х2 12,7-мм кулемета
- Бомбове навантаження, кг:
  - максимальне 23 210